# 菅野正美
菅野 正美（かんの まさみ、1955年 - ）は、日本の合唱指揮者。福島県須賀川市出身。

## 人物
声楽を高橋啓三、中村卓郎、栗本正に、ピアノを高橋美沙子、細野其子に、指揮法を小塚類、田中信昭に師事。1979年に国立音楽大学音楽学部教育音楽科Ⅰ類卒業後、福島県の音楽科教諭として教壇に立つ。
1987年4月、福島県立安積女子高等学校（現・福島県立安積黎明高等学校）に赴任。同校女声合唱団を指揮し、全日本合唱コンクール全国大会において1998年までの12年間、連続して金賞を受賞、さらに1987年を除く11度で高等学校部門の最高賞たる文部大臣奨励賞を合わせて受賞、1995年には全部門を通しての最高賞であるコンクール大賞をも受賞。NHK全国学校音楽コンクール全国大会においても12年間のうち7回で金賞を受賞。
1999年4月、福島県立福島女子高等学校（現・福島県立橘高等学校）へと異動、2008年4月、福島県立郡山高等学校へと異動。両校においても全日本、NHKの両コンクールで全国大会に導く。2015年のNHK全国学校音楽コンクールでは郡山高が金賞を受賞し、菅野にとって安積女子高以来の全国の頂点に立った。
現在、全日本合唱連盟副理事長、福島県合唱連盟理事長。2008年から開催されている声楽アンサンブルコンテスト全国大会ではその立ち上げから関わり、実行委員長を務める。

## 音楽
作曲家鈴木輝昭との親交が深く、演奏会、コンクールでは鈴木作品を頻繁に取り上げる。
安積女子高では、前任の指揮者渡部康夫が三善晃作品を多く演奏していたことから、菅野も当初は三善作品を取り上げていた。1994年2月、福島県声楽アンサンブルコンテストの審査員として福島県に来た鈴木と菅野が初めて会い、その場で鈴木は当時未出版だった「森へ」の楽譜を菅野に手渡す。この年「森へ」を全日本合唱コンクールで演奏し、金賞・文部大臣奨励賞を受賞。翌1995年も鈴木の「絵師よ」を演奏し金賞・文部大臣奨励賞・コンクール大賞を受賞。この出会いが安積女子高のレパートリーを変える契機となった（それまでの安積女子高は三善の「狐のうた」「のら犬ドジ」などに象徴される、子どもの声のために作られた作品が多かった）。自信を深めた菅野は、1996年、「高校生世代の声や感性が最大限に活かされる作品の制作を」との願いを込めて鈴木にコンクール自由曲を委嘱。以後、菅野は現在に至るまで勤務校のコンクール出場に際して鈴木に自由曲を委嘱するスタイルを続けている。鈴木が安積女子高のために書き下ろした曲集は「女に」第1集、第2集としてまとめられた。
菅野のこの選曲の変更以来、合唱界での鈴木の知名度が飛躍的に上昇していて、菅野が鈴木に委嘱した数々の作品は、翌年以後多くの合唱団に演奏されている。このことから、菅野は合唱界における鈴木ブームの仕掛人と目されている。

## エピソード
- 安積女子高に赴任した際、渡部は「絶対にこの人（菅野）でなくてはいけないと思いまして、校長先生にお頼みしました」「私と同じことをしないでほしい。自由にやってください」と語ったとされる[2]。しかし当初菅野が渡部と同じ三善作品を取り上げたことについては「かれ（菅野）はやさしいものですから、来たばかりの年は三年生に押し切られたんですよ（笑）」と語っている[3]。のちに菅野が鈴木作品に変更したことについて、合唱指揮者の栗山文昭は、「多分この指揮者（菅野）は、探してらしたと思うんです―作品を。なにか流れている共通点のあるもの、百八十度転換するのではなくて―そういうものを求めていらして、それが鈴木作品だったのではなかろうかと思います」と評している[4]。
- 全日本合唱コンクールにおいて安積女子高・安積黎明高は渡部・菅野を含む四代の指揮者にわたり、1980年～2014年まで35回連続で全国大会金賞を受賞、コンクール界不朽の大記録となった。2015年は全国大会で銅賞に終わり連続金賞は止まったが、この年金賞を受賞した高校の一つが、菅野の指揮する郡山高であった。
- NHK全国学校音楽コンクールにおいて安積女子高・安積黎明高は菅野と後任の星英一の二代の指揮者にわたり、1995年～2002年まで8回連続で全国大会金賞を受賞、同コンクールにおける最大連覇数を誇っている。2003年は東北大会止まりに終わり連覇は途絶えたが、この年東北大会で安積黎明高を退けて全国大会に進んだのが菅野の指揮する橘高であった。
- 全日本合唱コンクールでは、1997年より高等学校部門においてシード制を廃止したため、それまでシードで全国大会に出場していた安積女子高も、激戦とされる[5]東北大会を勝ち抜かなければならなくなった。この制度変更に対して菅野は、安積女子高の生徒の過半は好意的に受け止めているとしたうえで、「東北支部として（中略）全国大会出場枠を2団体分失った」「ほぼ横一列に並ぶ次点に泣いた数団体のみごとな演奏を、ぜひ全国に皆様にもお聴きいただきたい」「支部大会で名演をしながらも次点に泣いたあの子たちの涙を思う時、胸をしめつけられる思いがする」としてシード制廃止を批判している[6]。いっぽうNHK全国学校音楽コンクールではこの動きを受けてか、2000年からシード枠制を開始している。

## ディスコグラフィー
- 鈴木輝昭作品集「女声合唱の響演」PLATZ